# Người Việt Nam giữ kỷ lục Guinness
Kỷ lục Guinness Thế giới do tổ chức Guinness World Records Limited có trụ sở tại Luân Đôn, Vương quốc Anh đánh giá và công nhận từ năm 1954. Tổ chức này do hãng bia Guinness tài trợ với ý tưởng ban đầu của giám đốc hãng bia là Hugh Beaver.
Cá nhân hay tổ chức đạt được kỷ lục sẽ được trao một bằng chứng nhận và sẽ được công bố trên website của tổ chức Guinness World Record Limited.
Kỷ lục Guinness bao gồm những kỷ lục do con người tạo ra và kỷ lục trong tự nhiên, được chia làm hai loại chính: Lập kỷ lục hoàn toàn mới (chưa có trong danh sách) và Phá kỷ lục đang có.
Trong lịch sử đã có 10 cá nhân và tổ chức ở Việt Nam được công nhận 25 kỷ lục Guinness (12 kỷ lục phi vật thể)
Công ty Tâm Việt có 2 cá nhân được ghi nhận 10/25 kỷ lục Guinness (10/12 Phi vật thể).

## Danh sách
| Stt | Tác giả                                                                                     | Kỷ lục | Tên chính thức trong hồ sơ Guinness World Records                                                | Thông số                      | Năm công nhận | Nơi thực hiện                                                        | Chú thích |
| --- | ------------------------------------------------------------------------------------------- | --- | ------------------------------------------------------------------------------------------------ | ----------------------------- | ------------- | -------------------------------------------------------------------- | --- |
| 1   | Saigontourist                                                                               | Bánh tét lớn nhất thế giới                                                                                  | Largest Tet cake                                                                                 | 1700 kg                       | 18/1/2004     | Thành phố Hồ Chí Minh                                                | Lập kỷ lục hoàn toàn mới |
| 2   | Nguyễn Thu Thủy                                                                             | Con đường gốm sứ lớn nhất thế giới                                                                          | World's Largest Ceramic Mosaic                                                                   | 3.85 km, 6950m²               | 5/10/2010     | Hà Nội                                                               | Phá kỷ lục đang của một tập đoàn dược phẩm Trung Quốc với bức tranh ghép gốm dài 200.87m, diện tích 1494.4m²                                                                             |
| 3   | TOSY Robotics JSC                                                                           | Con quay tự quay lâu nhất thế giới                                                                          | Longest running mechanical spinning top                                                          | 24 giờ 35 phút 15 giây        | 23/5/2011     | Hà Nội                                                               | Kỷ lục đã bị phá vào ngày 19/6/2018 bởi Fearless Toys, Nimrod Back, Breaking Toys, tại Tel Aviv, Israel, với 27 giờ 9 phút 24 giây                                                       |
| 4   | Đỗ Kiên Trung và CYM Group                                                                  | Tranh ghép bản đồ tư duy nhiều mảnh nhất thế giới                                                           | Largest jigsaw puzzle - most pieces                                                              | 551232 mảnh                   | 25/9/2011     | Nhà thi đấu Phú Thọ, Thành phố Hồ Chí Minh                           | Phá kỷ lục đang có của Yew Tee YEC (Singapore), 212323 mảnh, thiết lập năm 2002 |
| 5   | Yamaha Việt Nam                                                                             | Hình xe máy xếp bằng người lớn nhất thế giới                                                                | Largest human image of a motorcycle                                                              | 1325 người                    | 30/7/2017     | Thành phố Hồ Chí Minh                                                | |
| 5   | Yamaha Việt Nam                                                                             | Hình logo xếp bằng xe máy lớn nhất thế giới                                                                 | Largest motorcycle logo/image                                                                    | 554 xe máy                    | 30/7/2017     | Thành phố Hồ Chí Minh                                                | |
| 6   | Giang Brothers                                                                              | Chồng đầu đi lên nhiều bậc thang nhất                                                                       | Most consecutive stairs climbed while balancing a person on the head                             | 100 bậc thang                 | 23/12/2021    | Nhà thờ chính tòa Girona, Tây Ban Nha                                | Kỷ lục đã bị phá vào ngày 29/10/2018 bởi Pablo Nonato Panduro và Joel Yaicate Saavedra cũng tại Nhà thờ chính tòa Girona, Tây Ban Nha, với 97 bậc, rồi thiết lập lại vào ngày 23/12/2021 |
| 6   | Giang Brothers                                                                              | Bịt mắt, chồng đầu đi lên và xuống 10 bậc thang trong thời gian nhanh nhất                                  | Fastest time to descend and ascend ten stairs while balancing a person on the head (blindfolded) | 53.97 giây                    | 31/12/2018    | Chương trình La Notte dei Record (The Night of Records), TV8, Italia | Lập kỷ lục hoàn toàn mới |
| 7   | Sungroup                                                                                    | Cáp treo một dây cao nhất thế giới                                                                          | Highest ascent by a non-stop single-track cable car                                              | 1368 m                        | 29/3/2013     | Bà Nà, Đà Nẵng                                                       | |
| 7   | Sungroup                                                                                    | Cáp treo một dây dài nhất thế giới                                                                          | Longest non-stop single-track cable car                                                          | 5771.61 m                     | 29/3/2013     | Bà Nà, Đà Nẵng                                                       | |
| 7   | Sungroup                                                                                    | Cáp treo ba dây có độ chênh giữa ga đi và ga đến lớn nhất thế giới                                          | Greatest elevation difference by a non-stop three-roped cable car                                | 1410 m                        | 19/11/2015    | Sa Pa, Lào Cai                                                       | |
| 7   | Sungroup                                                                                    | Cáp treo có Cabin sức chứa lớn nhất thế giới                                                                | Highest passenger capacity in a cable car cabin                                                  | 230 người                     | 17/5/2016     | Hạ Long                                                              | |
| 7   | Sungroup                                                                                    | Cáp treo có trụ cáp cao nhất thế giới so với mặt đất                                                        | Tallest cable car tower                                                                          | 188.88 m                      | 17/5/2016     | Hạ Long                                                              | |
| 7   | Sungroup                                                                                    | Cáp treo ba dây dài nhất thế giới                                                                           | Longest non-stop three-rope cable car                                                            | 7899.9 m                      | 3/1/2018      | Phú Quốc                                                             | Phá kỷ lục trước đó của cáp treo Sapa với 6292.5m lập năm 2016 |
| 8   | VIFON                                                                                       | Tô phở lớn nhất thế giới                                                                                    | Largest serving of noodle soup                                                                   | 1359 kg                       | 21/7/2018     | Thành phố Hồ Chí Minh                                                | Lập kỷ lục hoàn toàn mới |
| 9   | Nguyễn Khắc Hưng (Tâm Việt)                                                                 | 1. Tung hứng ba vật thể trong thời gian lâu nhất trong khi đứng trên một quả bóng y tế với một vật trên đầu | Longest duration juggling three objects whilst on a ball with an object on the head              | 35:09                         | 21/6/2023     | Hà Nội                                                               | Lập kỷ lục hoàn toàn mới |
| 9   | Nguyễn Khắc Hưng (Tâm Việt)                                                                 | 2. Thời gian lâu nhất đi xe đạp 1 bánh bằng 1 chân trong khi tung hứng ba vật thể với một vật trên đầu      | Longest duration unicycling with one leg while juggling three objects with an object on the head | 33:33                         | 12/4/2024     | Hà Nội                                                               | Lập kỷ lục hoàn toàn mới |
| 9   | Nguyễn Khắc Hưng (Tâm Việt)                                                                 | 3. Khoảng cách xa nhất di chuyển trên bóng y tế                                                             | Farthest distance travelled on a medicine ball                                                   | 1016 m                        | 23/4/2024     | Hà Nội                                                               | Lập kỷ lục hoàn toàn mới |
| 9   | Nguyễn Khắc Hưng (Tâm Việt)                                                                 | 4. Khoảng cách xa nhất đi lùi trên bóng y tế                                                                | Farthest distance travelled backwards on a medicine ball                                         | 238 m                         | 23/4/2024     | Hà Nội                                                               | Lập kỷ lục hoàn toàn mới |
| 9   | Nguyễn Khắc Hưng (Tâm Việt)                                                                 | 5. Khoảng cách xa nhất đi lùi trên bóng y tế trong khi tung hứng 3 vật thể                                  | Farthest distance travelled backwards on a medicine ball while juggling three objects            | 450 m                         | 25/4/2024     | Hà Nội                                                               | Lập kỷ lục hoàn toàn mới |
| 9   | Nguyễn Khắc Hưng (Tâm Việt)                                                                 | 6. Khoảng cách xa nhất đi trên bóng y tế trong khi tung hứng 3 vật thể                                      | Farthest distance travelled on medicine ball while juggling three objects                        | 700 m                         | 25/4/2024     | Hà Nội                                                               | Lập kỷ lục hoàn toàn mới |
| 9   | Nguyễn Khắc Hưng (Tâm Việt)                                                                 | 7. Thời gian lâu nhất đi xe đạp 1 bánh bằng 1 chân trong khi tung hứng ba vật thể với một vật trên đầu      | Longest duration juggling three objects whilst on a ball with an object on the head              | 46:08                         | 12/4/2024     | Hà Nội                                                               | Phá kỷ lục |
| 9   | Nguyễn Khắc Hưng (Tâm Việt)                                                                 | 8. Thời gian lâu nhất đi xe đạp 1 bánh bằng 1 chân trong khi tung hứng ba vật thể với một vật trên đầu      | Longest duration juggling three objects whilst on a ball with an object on the head              | 48:58                         | 29/5/2024     | Hà Nội                                                               | Phá kỷ lục |
|     | Nguyễn Khắc Hưng (Tâm Việt)                                                                 | 9. Thời gian dài nhất tung hứng ba vật thể đồng thời đứng trên bóng Swiss                                   | Longest duration juggling three objects whilst on a Swiss ball                                   | 56:39                         | 11/10/2024    | Hà Nội                                                               | Phá kỷ lục |
| 10  | Phạm Thành Nam (Tâm Việt)                                                                   | Tung hứng ba vật thể trong thời gian lâu nhất trong khi đứng trên một quả bóng y tế với một vật trên đầu    | Longest duration juggling three objects whilst on a ball with an object on the head              | 53:36                         | 14/01/2025    | Hà Nội                                                               | Phá kỷ lục |
| 11  | Concert Anh Trai Vượt Ngàn Chông Gai Day3 (Yeah1)                                           | Sự kiện có số lượng người tham gia mặc trang phục truyền thống Việt Nam đông nhất                           | Largest gathering of people wearing traditional Vietnamese clothing                              | Hơn 5000 người                | 22/03/2025    | The Global City (Thành Phố Hồ Chí Minh)                              | https://thanhnien.vn/anh-trai-vuot-ngan-chong-gai-lap-ky-luc-guinness-185250323104835499.htm                                                                                             |
| 12  | Lễ hội "Sắc màu thành phố Bác" kỉ niệm 50 năm thống nhất đất nước (30/04/1975 - 30/04/2025) | Sự kiện sử dụng máy bay không người lái nhiều nhất tại một thời điểm                                        | The most remote controlled multirotors/drones airborne simultaneously                            | 10050 máy bay không người láy | 28/04/2025    | Thành Phố Hồ Chí Minh                                                | https://vietnamnews.vn/brandinfo/1716982/viet-nam-sets-world-record-with-dazzling-drone-show-featuring-10-500-drones.html                                                                |

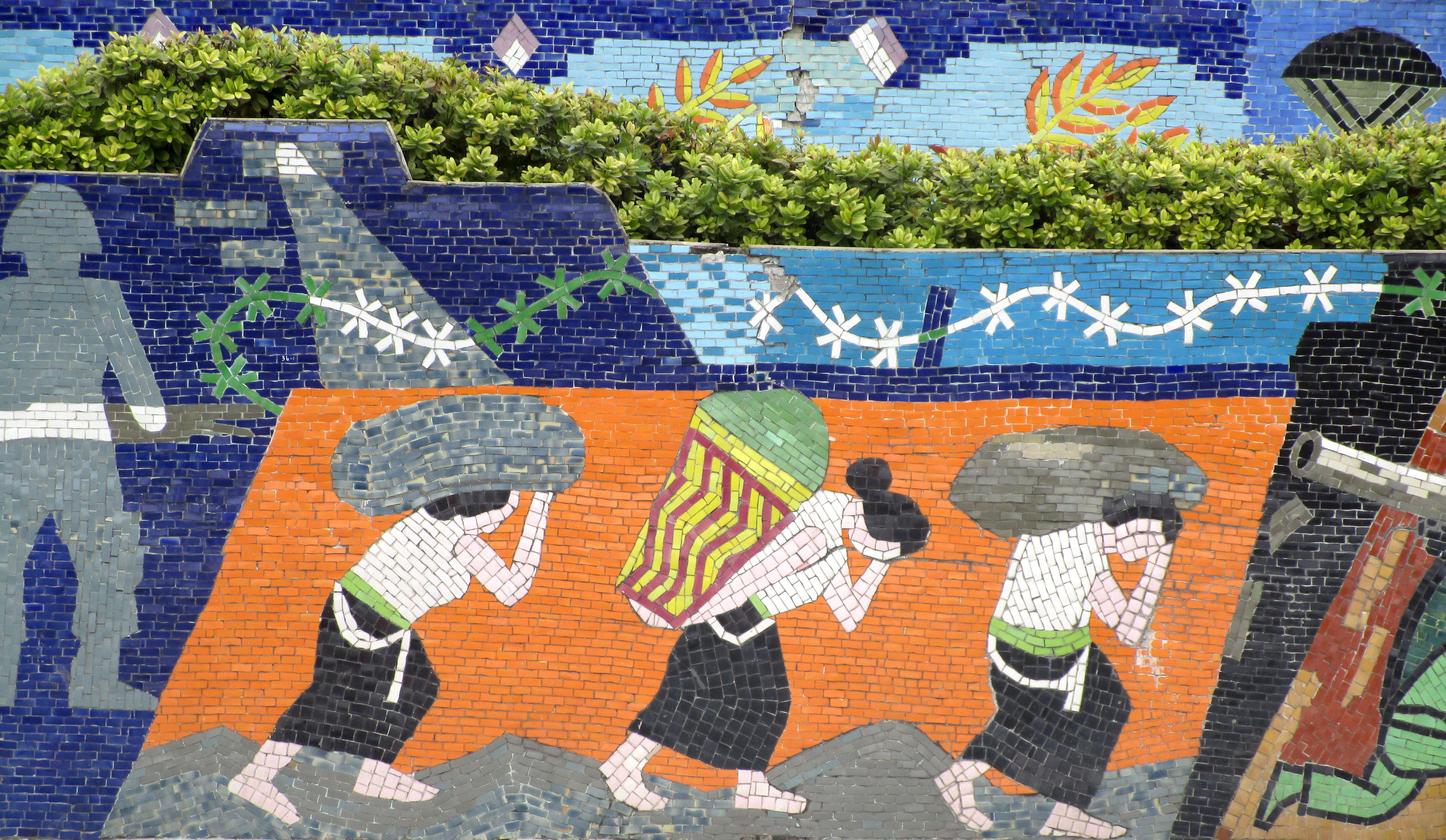
Một đoạn của Con đường gốm sứ, Hà Nội
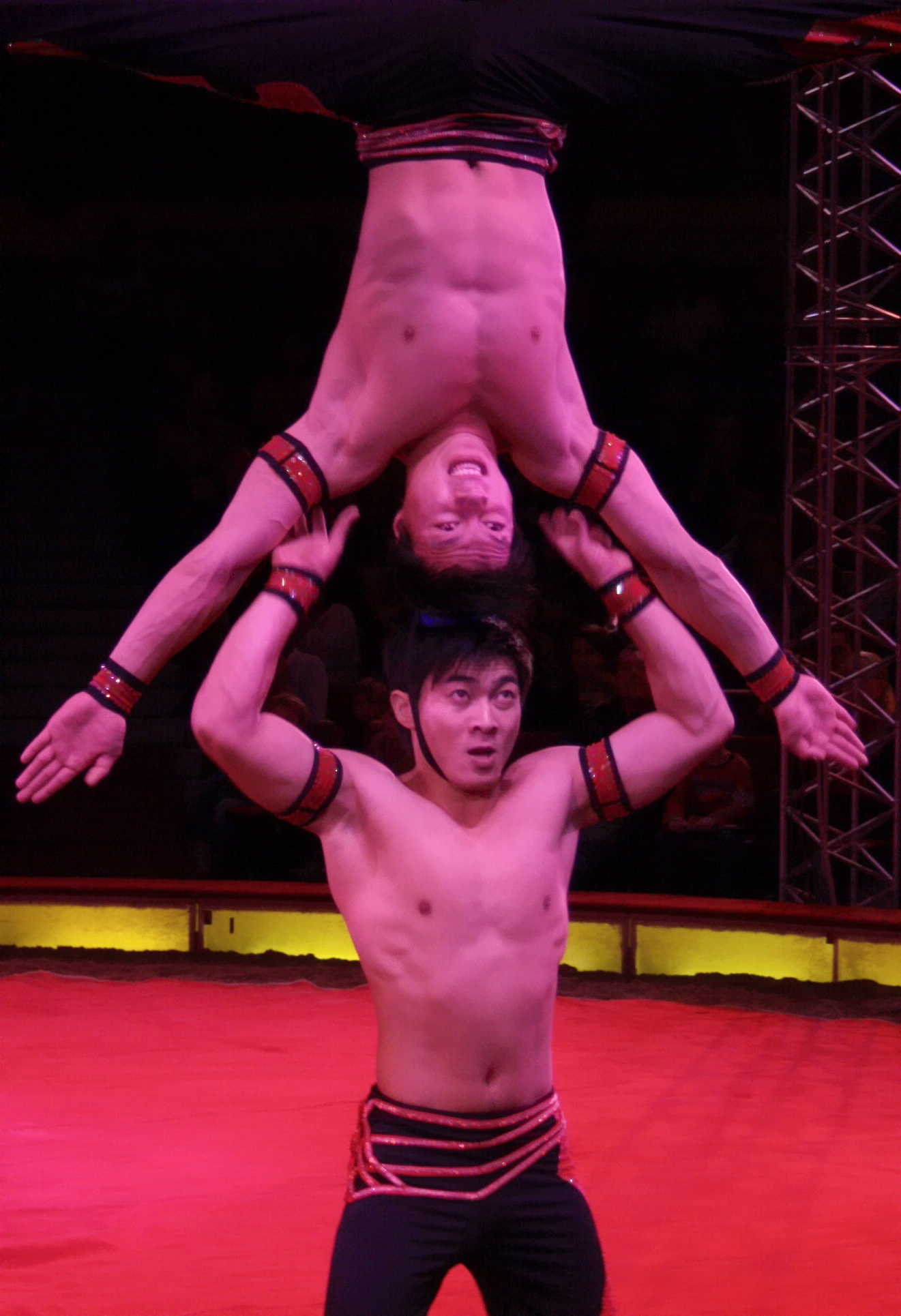
Giang Brothers hiện đang nắm 2 kỷ lục Guinness
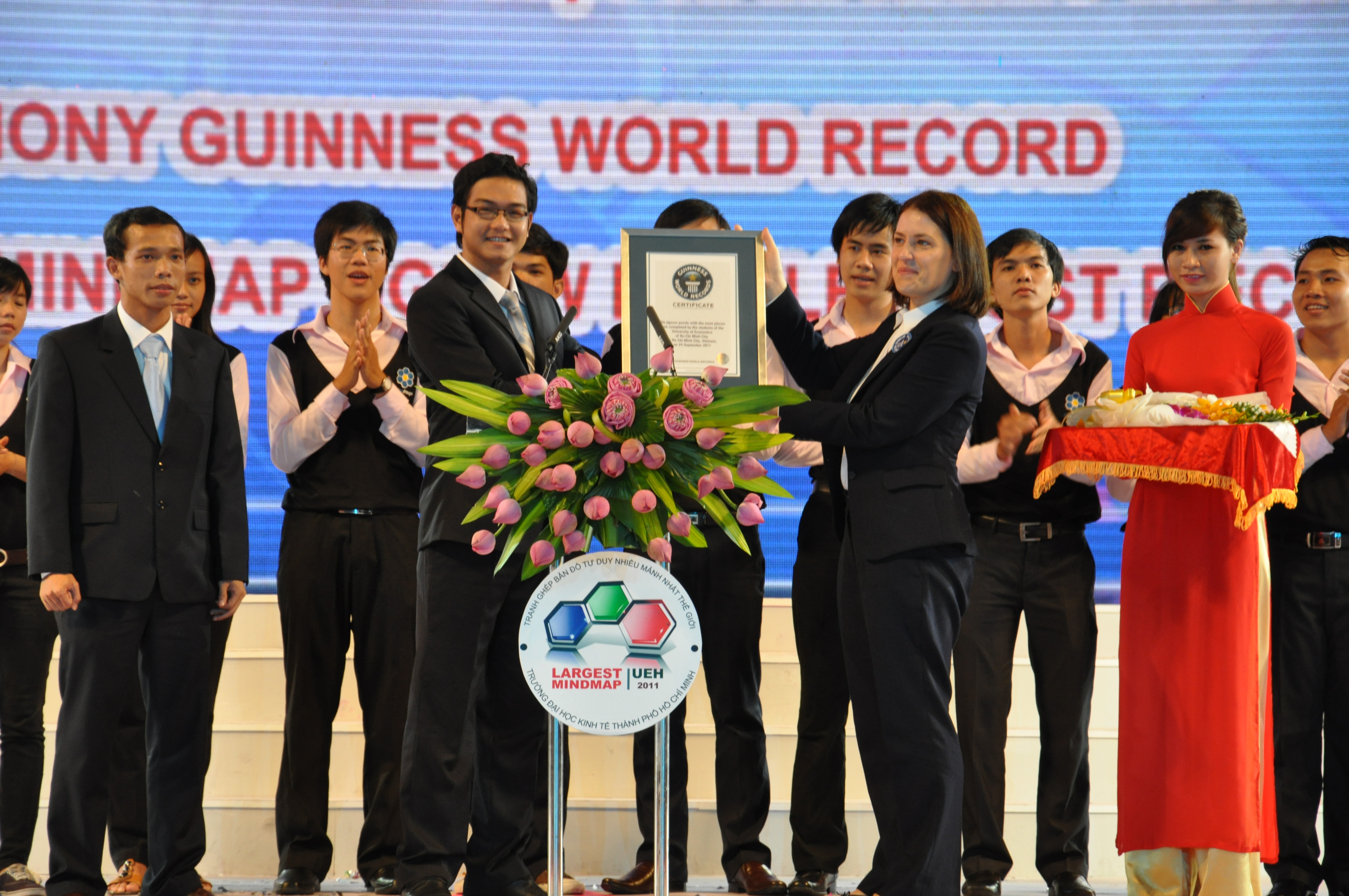
Kỷ lục Guinness năm 2011 của CYM Group và Đỗ Kiên Trung
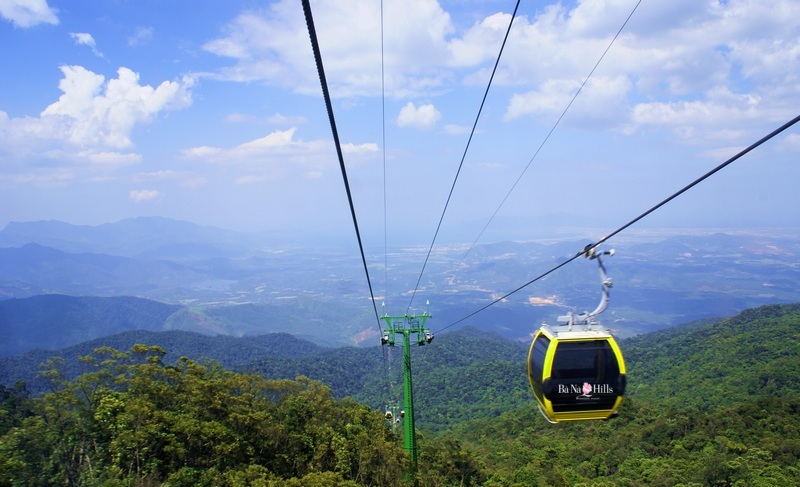
Cáp treo Bà Nà lập 2 kỷ lục Guinness năm 2013
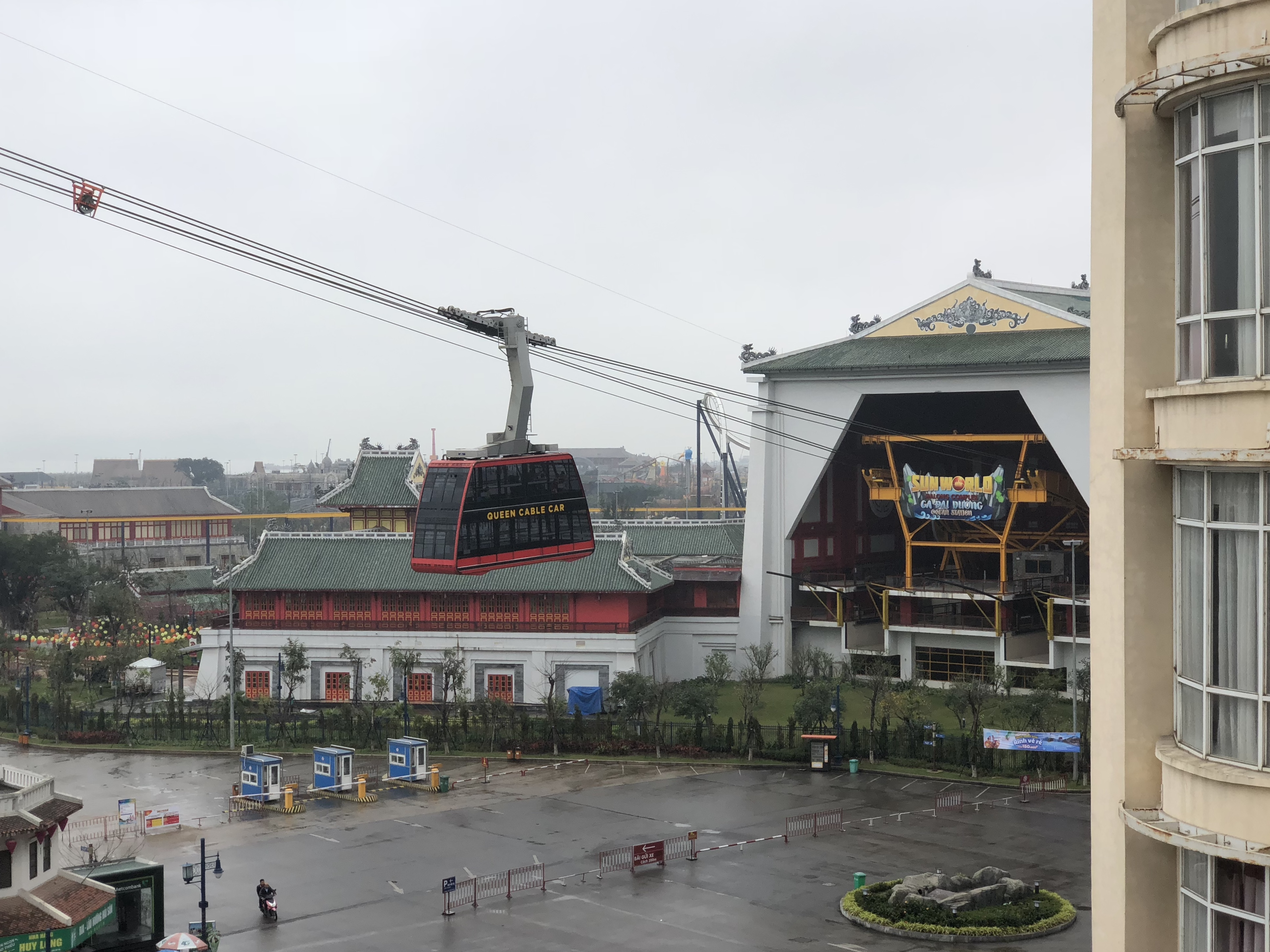
Cáp treo Nữ hoàng, Hạ Long đang nắm 2 kỷ lục Guinness